# Royal Victoria (DLR)
Royal Victoria (en anglais : Royal Victoria DLR Station), est une station de la ligne de métro léger automatique Docklands Light Railway (DLR), en zone 3 Travelcard. Elle  est située sur le Victoria Dock Road, à Canning Town dans le borough londonien de Newham sur le territoire du Grand Londres.
Permet des correspondances avec l'Emirates Air Line.

## Situation sur le réseau

Plan de la ligne du métro léger DLR.

Située en surface, Royal Victoria est une station, de la branche est Canning Town - Beckton, de la ligne de métro léger Docklands Light Railway, elle est établie entre les stations : Custom House, en direction de Beckton, et Canning Town,. Elle est en zone 3 Travelcard.
Station de passage, elle dispose des deux voies, numérotées 1 et 2, encadrant un quai central.

## Histoire
La station Royal Victoria  est mise en service le 28 mars 1994, lors de l'ouverture de la prolongation de Poplar à Beckton, dite branche est Canning Town - Beckton du Docklands Light Railway (DLR).
En 2016, la fréquentation de la station est de 6,653 millions d'utilisateurs.

## Services aux voyageurs

### Accès et accueil
L'entrée de la station est accessible par la Victoria Dock Road et la Seagull Ln. Elle est accessible aux personnes à la mobilité réduite.

### Desserte
La station Royal Victoria DLR est desservie par les rames des relations : Stratford International - Beckton et Tower Gateway - Beckton,.

Installations et desserte
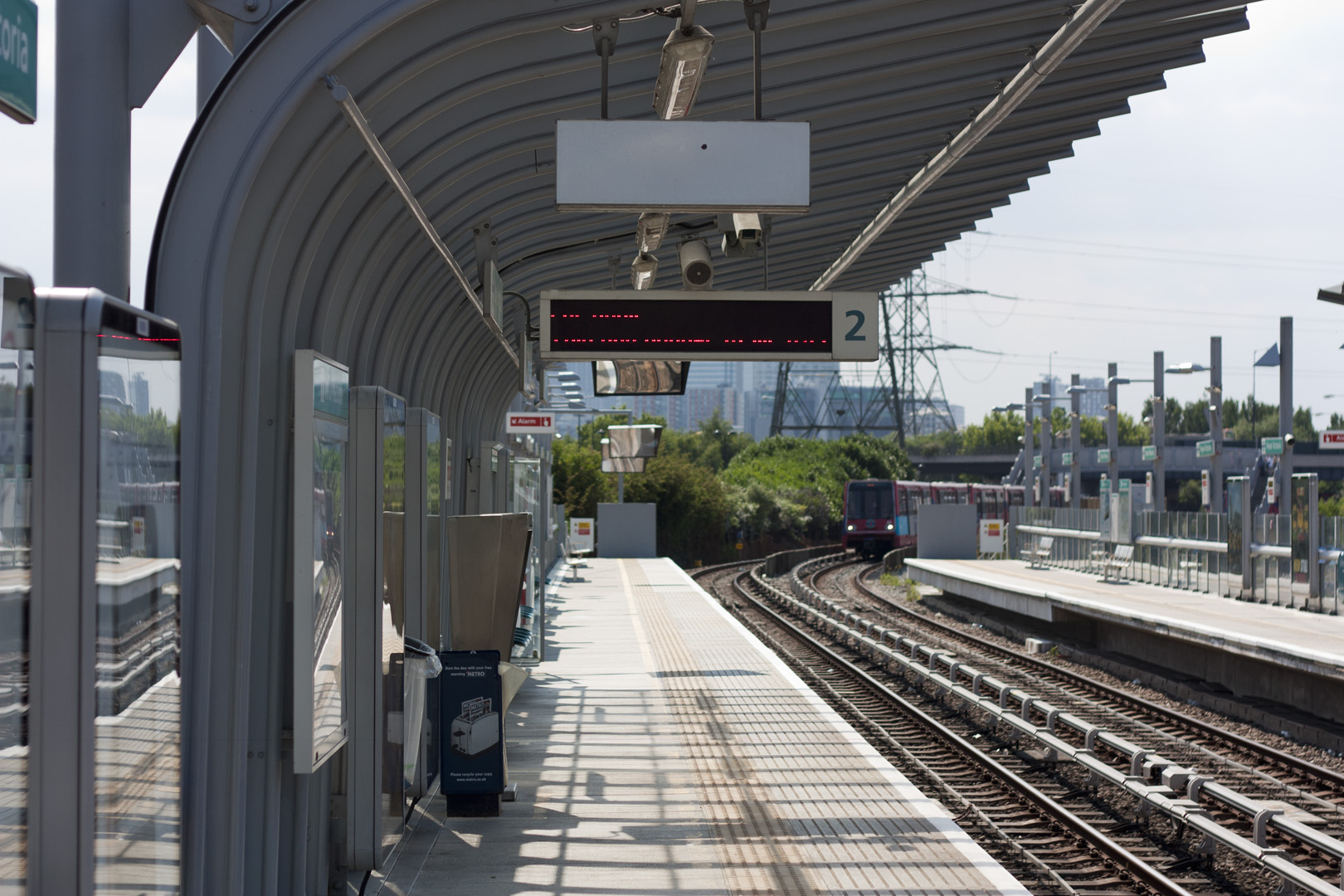
2011.
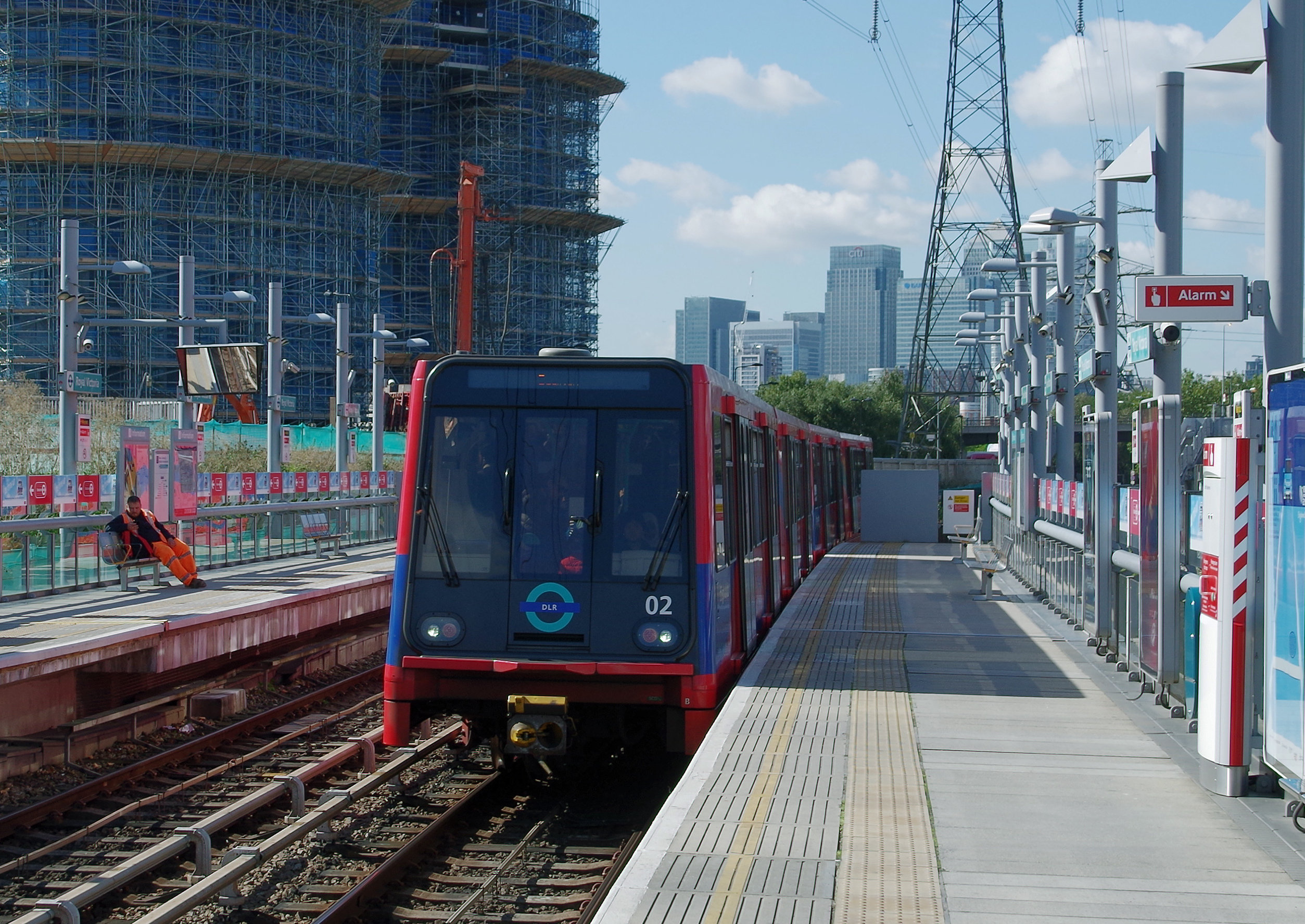
2015.
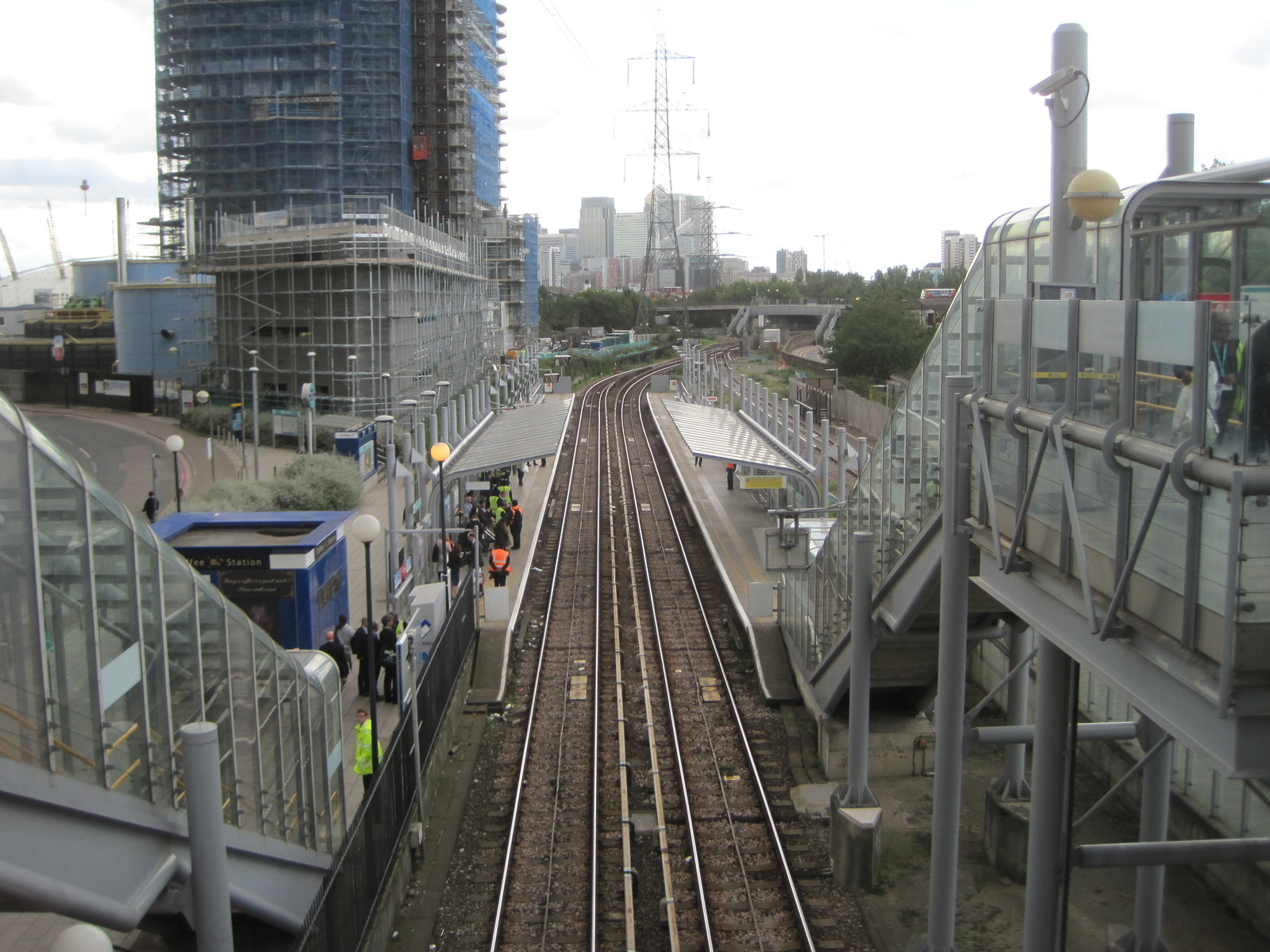
2020.

### Intermodalité
Elle permet des correspondances avec le télécabine Emirates Air Line situé à environ 350 mètres au sud sur le Western Gateway.

## À proximité
- Docklands
- Dôme du Millénaire,
- O2 Arena (Londres) (via Emirates Air Line)